# Exechiopsis patula
Exechiopsis patula är en tvåvingeart som först beskrevs av Eberhard Plassmann 1978.  Exechiopsis patula ingår i släktet Exechiopsis och familjen svampmyggor. Arten är reproducerande i Sverige. Inga underarter finns listade i Catalogue of Life.